# Insula Mare Cenad
Insula Mare Cenad este o arie protejată de interes național ce corespunde categoriei a IV-a IUCN (rezervație naturală de tip mixt) situată în județul Timiș, pe teritoriul administrativ al comunei Cenad.

## Localizare
Aria naturală cu o suprafață de 3 hectare se află în extremitatea nord-vestică a județului Timiș la limita teritorială cu județul Arad (lângă granița cu Ungaria), în lunca dreaptă a Mureșului, în partea estică a satului Cenad și cea nordică a orașului Sânnicolau Mare

## Descriere
Rezervația naturală înclusă în Parcul Natural Lunca Mureșului, a fost declarată arie protejată prin Legea Nr.5 din 6 martie 2000 (privind aprobarea Planului de amenajare a teritoriului național - Secțiunea a III-a - zone protejate) și reprezintă o zonă naturală (insulă, luciu de apă, luncă aluvionară formată din nisipuri și pietrișuri suprapuse unor grinduri de argile) cu floră și faună specifică zonelor umede.

## Biodiversitate

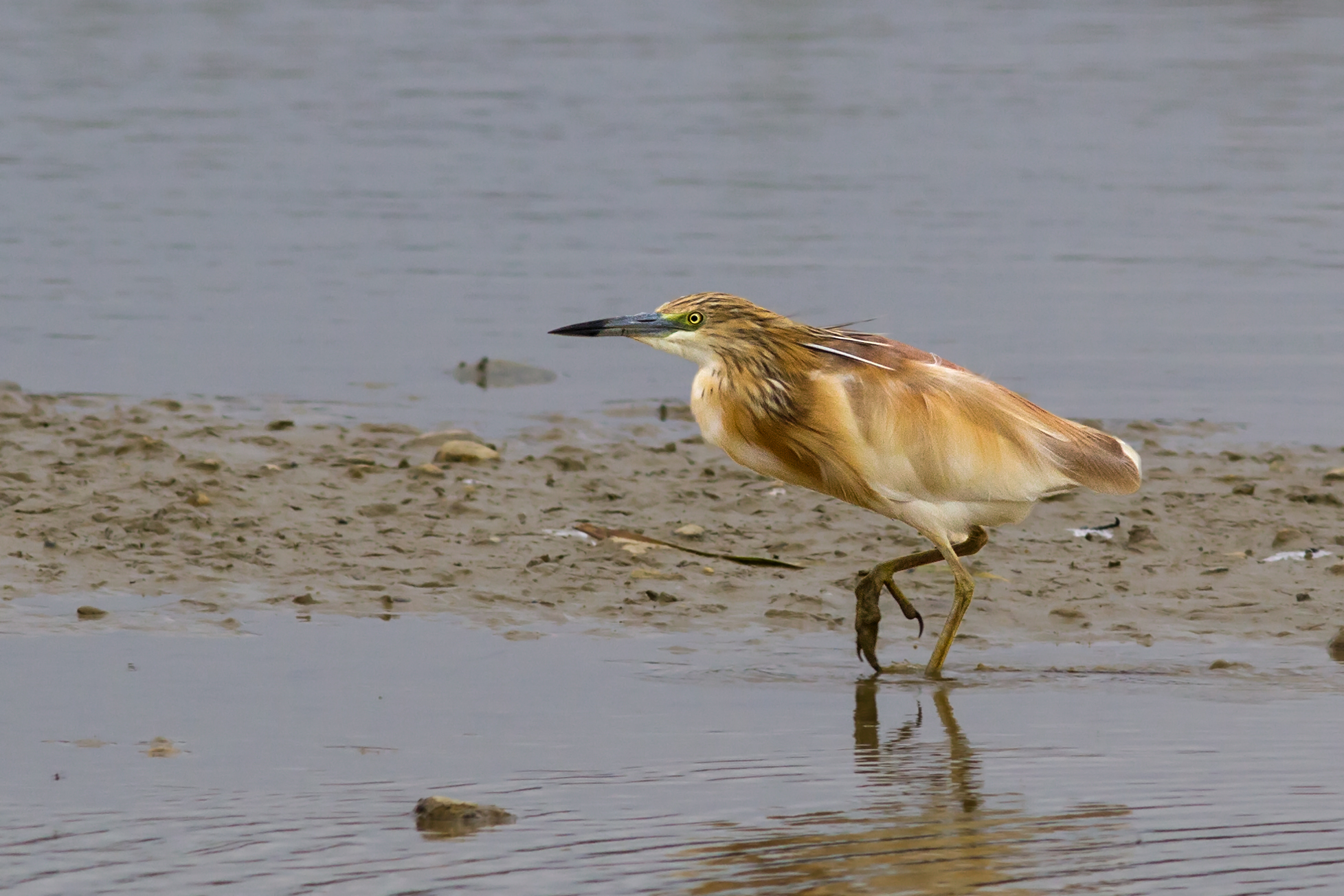
Stârc galben (Ardeola ralloides)

Aria naturală adăpostește o mare varietate de vegetație arboricolă (salcie, plop) și ierboasă (de stepă)  și asigură condiții de cuibărire, hrană și viețuire pentru mai multe specii de păsări migratoare și de pasaj. 
În arealul rezervației este semnalată prezența mai multor păsări, printre care: stârc purpuriu, stârc cenușiu, stârc galben, stârc de noapte, egretă mare, barză neagră, barză albă, cormoran mare, cufundar mic, precum și specii de rațe și gâște sălbatice.